# Денежный мультипликатор
Денежный, или банковский, мультипликатор (от лат. multiplicare — множить, приумножать, увеличивать) — коэффициент, равный отношению денежной массы (M2) к денежной базе и характеризующий рост денег в обороте за счёт кредитных операций. Теоретическое максимальное значение этого показателя считается как обратная величина нормы резервирования ({\displaystyle 1/R}).
Центральные банки в системе с частичным банковским резервированием могут контролировать наличную часть денежной массы, но не могут полностью контролировать количество безналичных денег, создаваемых банковской системой при кредитовании даже при отсутствии каких-либо дополнительных действий со стороны центрального банка.
Простые модели денежного мультипликатора часто подвергаются критике как недостаточно реалистичные. В современной экономике норма резервирования не является единственным фактором, ограничивающим выдачу кредитов. Во-первых, в некоторых странах нет обязательного резервирования для коммерческих банков. Например, подобные требования отсутствуют в Великобритании. Во-вторых, возможность банковской системы мультиплицировать денежную базу зависит от отношения объёма депозитов к суммарной наличности (какую долю из общей массы разместили на депозитах). Чем меньше денег направлено в банковскую систему в виде депозитов, тем меньше оказывается реальный мультипликатор для общей денежной массы. В-третьих, на размер денежной массы влияют другие инструменты денежно-кредитной политики. Центральные банки для управления кредитованием активно используют ставку рефинансирования и различные нормативы для оценки платёжеспособности заёмщика.

## Виды
Денежный мультипликатор проявляет себя двояко — как кредитный мультипликатор и как депозитный мультипликатор.
Сущность кредитного мультипликатора заключается в том, что мультипликация может осуществляться только в результате кредитования экономики, то есть кредитный мультипликатор представляет собой двигатель мультипликации. Банки, выдавая кредиты, получают прибыль. Процесс получения прибыли за счёт вложенных клиентами средств называется кредитным расширением или кредитной мультипликацией. Если клиент снимает деньги со своего счёта и величина депозитов уменьшается, то произойдёт противоположный процесс — кредитное сжатие.
В свою очередь, депозитный мультипликатор отражает объект мультипликации — деньги на депозитных счетах коммерческих банков.

## Описание действия денежного мультипликатора

### Числовой пример
Допустим, что в стране есть только один банк и только 100 рублей находятся в обращении и все владельцы этих денег положили свои средства на счета в этом банке. Полученные от вкладчиков и положенные в сейф наличные деньги в сумме 100 рублей являются денежной базой, средства на открытых банком счетах равные 100 рублям являются депозитными деньгами, а сумма денег, находящихся в обращении, и остатков на счетах в стране, также равная 100 рублям, является денежной массой.
Допустим, что некий клиент обратился за ссудой в 10 рублей и банк открыл ему счёт на эту сумму. Что изменилось? Денежная база по-прежнему равна 100 рублей, а у заёмщика появилось дополнительно 10 рублей на его счёте. То есть сначала на 10 рублей вырос объём депозитных денег, а затем и совокупная денежная масса увеличилась и стала равняться (100+10)=110 рублям. Если в банк обратятся другие люди, то общая сумма выданных кредитов может увеличиться, что приведёт к росту денежной массы. До тех пор, пока деньги находятся на счетах в банке денежная база не меняется, а денежная масса может бесконечно возрастать. Но как только вкладчики или заёмщики попросят выдать им деньги наличными, то окажется, что выдать суммарно можно только 100 рублей вне зависимости от общей суммы кредитов.
Чем более развита система безналичных платежей, тем бо́льшая часть полученных кредитов в масштабах экономики всегда будут оставаться в безналичном виде, переходя со счёта на счёт разных клиентов. Чтобы не нарушать денежное обращение, достаточно за каждым счётом зарезервировать право на получение некоторой суммы наличными. При введении резервирования сумма возможных кредитов изменится, так как кредитовать можно будет только в размере, обратном к доле резерва. Это можно проиллюстрировать следующей таблицей, соответствующей норме резервирования 20 % и полному размещению полученного кредита на новых счетах в банке:
| Банк | Сумма, внесённая на счёт | Выданный кредит       | Резервы                                            |
| ---- | ------------------------ | --------------------- | -------------------------------------------------- |
| A    | 100                      | 80                    | 20                                                 |
| B    | 80                       | 64                    | 16                                                 |
| C    | 64                       | 51.20                 | 12.80                                              |
| D    | 51.20                    | 40.96                 | 10.24                                              |
| E    | 40.96                    | 32.77                 | 8.19                                               |
| F    | 32.77                    | 26.21                 | 6.55                                               |
| G    | 26.21                    | 20.97                 | 5.24                                               |
| H    | 20.97                    | 16.78                 | 4.19                                               |
| I    | 16.78                    | 13.42                 | 3.36                                               |
| J    | 13.42                    | 10.74                 | 2.68                                               |
| K    | 10.74                    |                       |                                                    |
|      |                          |                       | Общие резервы:                                     |
|      |                          |                       | 89.26                                              |
|      | Общая сумма на счетах:   | Общая сумма кредитов: | Общие резервы + последняя внесённая на счёт сумма: |
|      | 457.05                   | 357.05                | 100                                                |

Теоретически, процесс предоставления новых кредитов может не останавливаться на шаге K, а продолжаться. Если выразить это математически, то можно определить максимально возможное расширение денежной базы. Как видно из таблицы, на каждом шаге банк оставляет в резервах 20 % предыдущей суммы и выдает 80 % в виде кредита. Если кредитование будет продолжаться, то денежную массу в итоге можно выразить в виде суммы бесконечно убывающей геометрической прогрессии. Пользуясь формулой для суммы прогрессии, можно получить следующий результат
{\displaystyle 100+100\cdot 0.8+100\cdot 0.8^{2}+...={\dfrac {100}{1-0.8}}=100\cdot {\dfrac {1}{0.2}}=100\cdot 5=500}

### Простая модель без наличных денег
Полученный выше результат можно записать в общем виде. Пусть {\displaystyle B} — первоначальная сумма, а {\displaystyle rr} — норма обязательных резервов. Предположим также, что наличные деньги в свободном обороте отсутствуют и денежная база просто равна сумме депозитов: {\displaystyle B=D}. Имеем
{\displaystyle B+B(1-rr)+B(1-rr)^{2}+...={\dfrac {1}{rr}}\cdot B=m\cdot B}
Легко также убедиться, что сумма всех резервов в этом случае в точности равна сумме депозитов, которая равна денежной базе:
{\displaystyle Drr+D(1-rr)rr+D(1-rr)^{2}rr+...={\frac {Drr}{rr}}=D=B}
Современная банковская система состоит из центрального банка, который контролирует и регулирует процесс денежной мультипликации и коммерческих банков, посредством которых и работает механизм мультипликации. Величина коэффициента мультипликации, представляющая собой отношение образовавшейся денежной массы на депозитных счетах к величине первоначального депозита, обратно пропорциональна норме отчислений банков в централизованный резерв.
Величина, обратная норме резервирования, и есть теоретическое значение денежного мультипликатора. Он показывает, во сколько раз банки могут увеличить денежную базу. Таким образом, Центральный банк, увеличивая или уменьшая норму резервирования, расширяет или сужает эмиссионные возможности коммерческих банков, тем самым выполняя одну из основных своих функций — функцию денежно-кредитного регулирования.

### Модель с наличными деньгами
Предположим теперь, что экономические агенты могут держать часть денег в виде наличности, а не только на депозитах. Тогда по определению денежная база равна сумме наличных денег и резервов {\displaystyle B=C+R}, а денежная масса сумме наличных денег и депозитов {\displaystyle M=C+D}. Обозначим через {\displaystyle r_{rd}=rr=R/D} норматив обязательных резервов (отношение суммы резервов к депозитам), через {\displaystyle r_{cd}=C/D} отношение величины наличных денег к депозитам. Тогда
{\displaystyle {\frac {M}{B}}={\frac {C+D}{C+R}}={\frac {C/D+1}{C/D+R/D}}={\frac {1+r_{cd}}{r_{rd}+r_{cd}}}=m}
Отсюда можно рассчитать величину денежной массы через мультипликатор: {\displaystyle M=m\cdot B}. Видно, что мультипликатор оказался меньше по сравнению с максимально возможным мультипликатором в условиях отсутствия наличных денег. Если положить {\displaystyle r_{cd}=0}, то получится предыдущий результат. Это означает, что наличный оборот изолирует часть денег от банковской системы, что приводит к снижению мультипликатора.

## Реальные значения мультипликаторов
В реальности денежный мультипликатор намного ниже своего максимально возможного значения. Так, в России нормативы обязательных резервов в 2012 году составляли:
- 5,5 % — по обязательствам кредитных организаций перед юридическими лицами-нерезидентами;
- 4,0 % — по обязательствам кредитных организаций перед физическими лицами и по иным обязательствам.

Это означает, что максимально возможный мультипликатор находился в пределах от 18.2 до 25. По данным же статистики мультипликатор (отношение агрегата М2 к денежной базе) равнялся 2,86. Дело в том, что кроме норм обязательного резервирования существуют нормы резервирования на возможные потери по ссудам (заемщиков перед банками), которые достаточно высоки — до 75 % от размера просроченной задолженности, которая на апрель 2019 года составляет примерно 5 % по кредитам физ.лиц и 7 % по кредитам юр.лиц.